# Chanos-Curson
Chanos-Curson är en kommun i departementet Drôme i regionen Auvergne-Rhône-Alpes i sydöstra Frankrike. Kommunen ligger i kantonen Tain-l'Hermitage som tillhör arrondissementet Valence. År 2022 hade Chanos-Curson 1 177 invånare.

## Befolkningsutveckling
Antalet invånare i kommunen Chanos-Curson
Referens:INSEE